# Séisme de 1995 de Neftegorsk
Pour les articles homonymes, voir Neftegorsk (homonymie).
Le séisme de Neftegorsk en 1995 est un tremblement de terre qui s'est déroulé en Russie sur l'Île de Sakhaline. Il s'est produit le 28 mai 1995 à 1 h 04 heure locale dans le nord de l'île, dans l'extrême-orient russe. C’est le séisme connu le plus destructeur sur le territoire russe actuel, d’une magnitude de 7,1 et d'une intensité Mercalli maximale de IX (violent). Il a dévasté la ville pétrolière de Neftegorsk (en), où 2 040 de ses 3 977 habitants ont été tués et où 750 autres furent blessés.

## Déroulé
Les secousses apparaissent à 1h04 heure locale le 29 mai 1995 en Russie. Alors que la population dort, la ville de Neftegorsk est presque entièrement rasée par le séisme. Tous les immeubles se sont effondrés, ensevelissant des milliers de personnes. 17 bâtiments résidentiels de cinq étages se sont effondrés.  Située à 160 kilomètres de l'épicentre, Neftegorsk est la ville la plus touchée. Mais de nombreuses villes ou villages plus petits ont également souffert du sinistre. Okha, une agglomération de 35 000 personnes proche de Neftegorsk, a surtout souffert de destructions matérielles. Plus de 5 000 personnes furent touchées, d'après le vice-premier ministre d'époque de la fédération de Russie, Oleg Soskovets. La localité de Neftegorsk fut démolie à 80 %. Sur toute la population de la ville, seuls 500 habitants ne furent pas touchés. La plupart d'entre eux furent surpris dans leur sommeil et n'ont pas eu le temps de quitter les bâtiments en train de s'écrouler, rapportent les autorités locales le lendemain. Les 19 immeubles de 5 étages de la cité, qui comprenaient chacun 64 appartements, ont été entièrement rasés.

## Réaction
Des équipes de sauvetage, provenant de toute la Sibérie orientale, arrivèrent pour venir en aide aux sinistrés. Mais les secours furent très compliqués à organiser car la zone sinistrée et la mer d'Okhotsk étaient complètement prises par les glaces. Les bateaux ne pouvaient donc se rendre sur place. Il n'y avait alors pas de chemins de fer en raison de la saison, et le seul moyen pour atteindre les zones touchées était l'avion. Leur approche était rendue difficile par un épais brouillard et par des températures glaciales. Les 200 sauveteurs qui étaient déjà sur place manquaient d'équipements lourds pour fouiller les décombres et le téléphone, l'eau et l'électricité étaient coupés.
Le peu de survivants de Neftegorsk furent évacués vers la ville d'Okha, la grande ville la plus proche, touchée seulement à 20 %. Mais parmi ses 35 000 habitants figuraient également de nombreux blessés. De Okha, les blessés furent évacués à quelque 800 km de là, à Khabarovsk, chef-lieu le plus proche de l'île Sakhaline sur le continent, sur la frontière sino-russe, où le ministère des Situations d'urgence russe avait organisé un centre médical. Les pipelines acheminant du pétrole et du gaz de Sakhaline vers la Russie continentale ne furent cependant pas affectés par le séisme,.

## Bilan
De nombreux villes et villages furent détruits. Le bilan humain fut de 2 040 tués et 750 autres blessés. La catastrophe secoua le monde entier et la presse occidentale s'empara de l'affaire. La plupart des victimes furent tuées pendant leur sommeil, par l'effondrement des bâtiments. Les secours ne purent sauver qu'une partie des sinistrés, et on estime que nombreux sont les habitants à avoir péri de froid dans la nuit glaciale.

## Réaction et évènements scientifiques

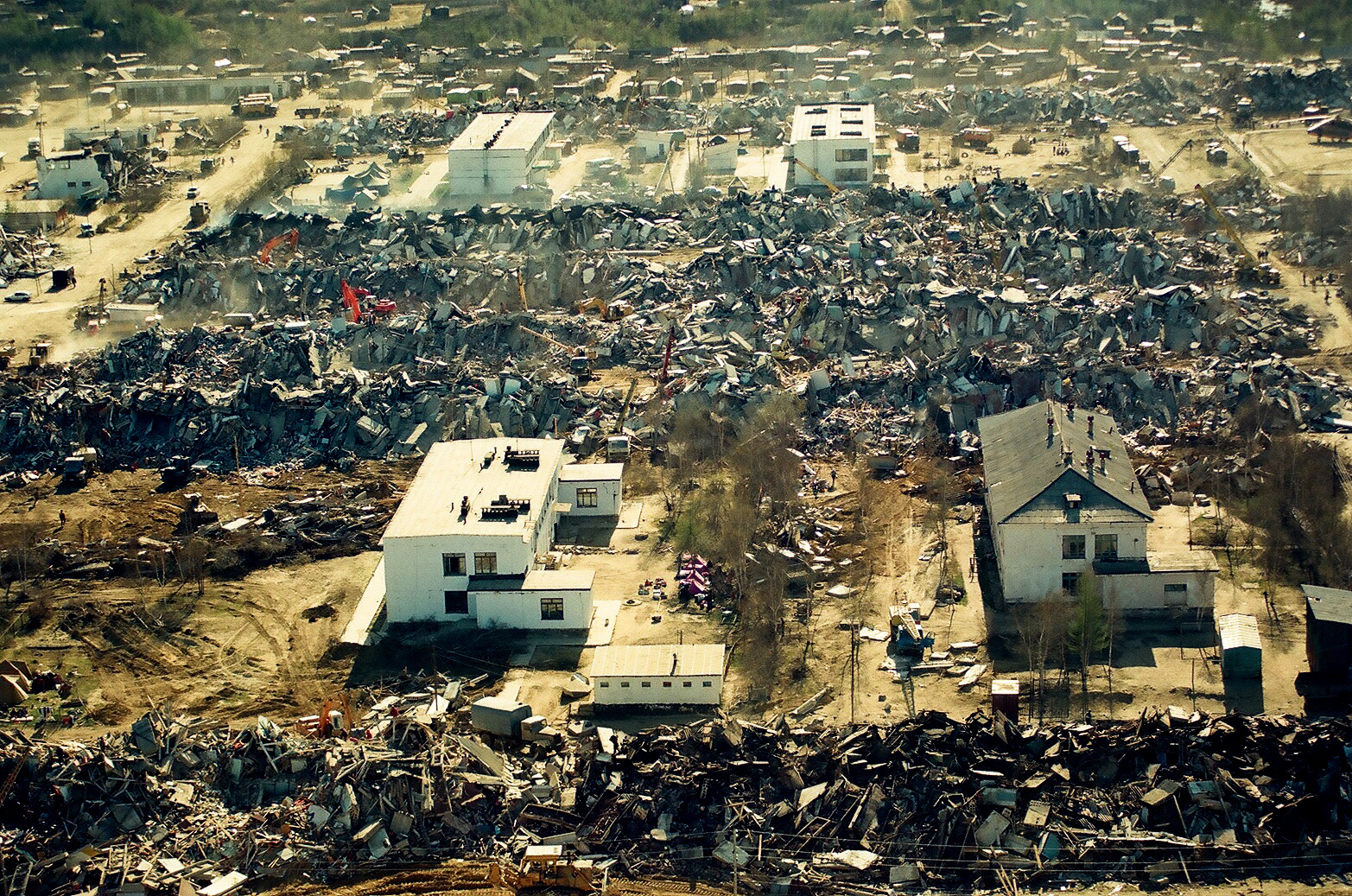
Bâtiments effondrés à Neftegorsk.

Ce tremblement de terre était non seulement catastrophique, mais également totalement inattendu : aucun tremblement de terre d'une magnitude supérieure à 6 ne s'était produit dans la région du nord de l'île de Sakhaline. Il présente également un grand intérêt scientifique, malgré l'horreur du désastre, car il s’est produit près d’une frontière de plaque tectonique mal connue. En effet, Neftegorsk se situe sur un point où la plaque d’Okhotsk (reliée à la plaque nord-américaine) s’écrase contre la plaque d’Amurian (partie de la plaque eurasiatique). Cela indique que la limite de la plaque est associée à une ceinture sismique orientée nord-sud qui s'étend sur toute la longueur de l'île Sakhaline. Plus précisément, ce tremblement de terre s'est produit sur la faille Upper Piltoun (également connue sous le nom de Gyrgylan'i — Ossoy), qui dérive de la faille principale Sakhalin-Hokkaido qui longe l'est de l'île.
Un symposium scientifique international consacré au développement de la sismologie fut ouvert le 6 juin 2005 sur l'île. Ce symposium fut organisé pour le dixième anniversaire du tremblement de terre aussi meurtrier que destructeur de Neftegorsk. Le symposium fut organisé par l'Institut de géologie et de géophysique maritimes de la section extrême-orientale de l'Académie des sciences de Russie et par l'Université de Moscou[réf. souhaitée].